# 巴富尔

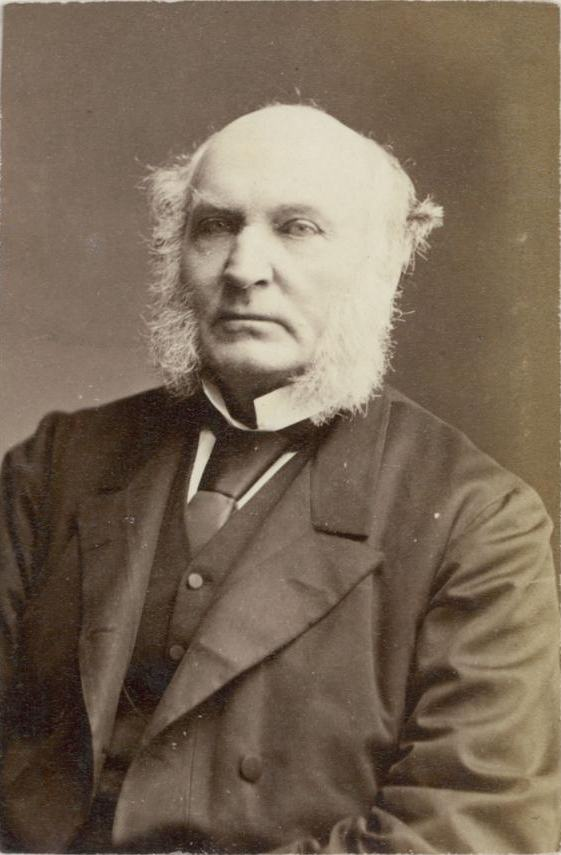
巴富爾

巴富尔爵士（英語：Sir George Balfour，1809年—1894年）第一任英国驻上海领事，在上海开辟租界。
1825年为马德拉斯炮兵部队上尉。1843年，受命担任首任英国驻沪领事。11月8日，巴富尔抵达上海，先在县城内姚家巷租屋办公。11月17日，正式宣布上海开埠。當時中國為了避免中國人與英國人雜居造成的困擾，因此主動在上海劃定租借，巴富尔经过同上海道台宫慕久多次谈判，大致划定了英租界的界址。1845年11月，中英订立上海租地章程。 1846年9月回国。